# بولشگابدینوو
بولشگابدینوو (به لاتین: Bolshegabdinovo) یک منطقهٔ مسکونی در روسیه است که در باشقیرستان واقع شده‌است.